# Prima Categoria Trentino-Alto Adige 1973-1974
Nella stagione 1973-1974 la Promozione era il quinto livello del calcio italiano (il massimo livello regionale). Qui vi sono le statistiche relative al campionato in Trentino-Alto Adige.
Il campionato è strutturato in vari gironi all'italiana su base regionale, gestiti dai Comitati Regionali di competenza. Promozioni alla categoria superiore e retrocessioni in quella inferiore non erano sempre omogenee; erano quantificate all'inizio del campionato dal Comitato Regionale secondo le direttive stabilite dalla Lega Nazionale Dilettanti, ma flessibili, in relazione al numero delle società retrocesse dal Campionato Interregionale e perciò, a seconda delle varie situazioni regionali, la fine del campionato poteva avere degli spareggi sia di promozione che di retrocessione.
Il Comitato Regionale Trentino organizzò 2 campionati di Prima Categoria di qualificazione al nuovo campionato di Promozione a girone unico.

## Girone A

### Squadre partecipanti
| Squadra             | Città                  |
| ------------------- | ---------------------- |
| U.S. Alense         | Ala (TN)               |
| S.S. Benacense      | Riva del Garda         |
| U.S. Calliano       | Calliano (TN)          |
| S.S. Condinese      | Condino (TN)           |
| U.S. Fornace        | Trento (TN)            |
| U.S. Gardolo        | Trento (TN)            |
| U.S. Mori           | Mori (TN)              |
| A.C. Pergine        | Pergine Valsugana (TN) |
| U.S. Rinascita      | Levico Terme (TN)      |
| U.S. Settaurense    | Storo (TN)             |
| U.S. Stadium I.S.I. | Pergine Valsugana (TN) |
| U.S. Tione          | Tione di Trento (TN)   |
| G.S. Torre Franca   | Trento (TN)            |
| U.S. Varone         | Riva del Garda (TN)    |

### Classifica finale
|  | Pos. | Squadra        | Pt | G  | V  | N  | P  | GF | GS | DR |
|  | ---- | -------------- | -- | -- | -- | -- | -- | -- | -- | -- |
|  | 1.   | Benacense      | 44 | 26 | 20 | 4  | 2  | 53 | 11 |    |
|  | 2.   | Varone         | 38 | 26 | 17 | 4  | 5  | 36 | 17 |    |
|  | 3.   | Settaurense    | 35 | 26 | 14 | 7  | 5  | 36 | 23 |    |
|  | 4.   | Gardolo        | 28 | 26 | 9  | 10 | 7  | 32 | 25 |    |
|  | 5.   | Stadium I.S.I. | 28 | 26 | 10 | 8  | 8  | 28 | 26 |    |
|  | 6.   | Condinese      | 28 | 26 | 12 | 4  | 10 | 31 | 34 |    |
|  | 7.   | Calliano       | 27 | 26 | 9  | 9  | 8  | 30 | 25 |    |
|  | 8.   | Mori           | 26 | 26 | 10 | 6  | 10 | 33 | 24 |    |
|  | 9.   | Rinascita      | 23 | 26 | 5  | 13 | 8  | 21 | 22 |    |
|  | 10.  | Fornace        | 22 | 26 | 8  | 6  | 12 | 31 | 33 |    |
|  | 11.  | Pergine        | 20 | 26 | 5  | 10 | 11 | 22 | 35 |    |
|  | 12.  | Alense         | 16 | 26 | 3  | 10 | 13 | 16 | 30 |    |
|  | 13.  | Tione          | 15 | 26 | 5  | 5  | 16 | 23 | 52 |    |
|  | 14.  | Torre Franca   | 14 | 26 | 4  | 6  | 16 | 23 | 58 |    |
|  |      |                |    |    |    |    |    |    |    |    |

- Benacense promosso in Serie D, dopo spareggio intergirone contro Parcines (girone B).
- Le squadre classificate dalla 2ª alla 7ª posizione, sono ammesse alla Promozione regionale.

## Girone B

### Squadre partecipanti
| Squadra                      | Città                              |
| ---------------------------- | ---------------------------------- |
| F.C. Appiano / Eppan         | Appiano sulla Strada del Vino (BZ) |
| S.S.V. Brunico / Bruneck     | Brunico (BZ)                       |
| U.S. Dolomitica              | Predazzo (TN)                      |
| A.C. Laces / Latsch          | Laces (BZ)                         |
| U.S. Lana                    | Lana (Italia) (BZ)                 |
| A.C. Merano                  | Merano (BZ)                        |
| A.S. Mezzocorona             | Mezzocorona (TN)                   |
| A.C. Parcines / Partchins    | Parcines (BZ)                      |
| U.S. Rotaliana               | Mezzolombardo (TN)                 |
| U.S. Salorno / Salurn        | Salorno (BZ)                       |
| U.S. Termeno / Tramin        | Termeno (BZ)                       |
| F.C. Villabassa / Niederdorf | Villabassa (BZ)                    |
| Pol. Vipiteno / Sterzing     | Vipiteno (BZ)                      |
| A.S. Virtus Don Bosco        | Bolzano (BZ)                       |

### Classifica finale
|  | Pos. | Squadra                 | Pt | G  | V  | N  | P  | GF | GS | DR |
|  | ---- | ----------------------- | -- | -- | -- | -- | -- | -- | -- | -- |
|  | 1.   | Parcines / Partschins   | 37 | 26 | 15 | 7  | 4  | 49 | 22 |    |
|  | 2.   | Merano                  | 36 | 26 | 15 | 6  | 5  | 63 | 31 |    |
|  | 3.   | Termeno / Tramin        | 34 | 26 | 14 | 6  | 6  | 43 | 25 |    |
|  | 4.   | Virtus Don Bosco        | 32 | 26 | 13 | 6  | 7  | 30 | 24 |    |
|  | 5.   | Salorno / Salurn        | 32 | 26 | 11 | 10 | 5  | 47 | 34 |    |
|  | 6.   | Dolomitica              | 28 | 26 | 11 | 6  | 9  | 38 | 32 |    |
|  | 7.   | Lana                    | 27 | 26 | 10 | 7  | 9  | 40 | 31 |    |
|  | 8.   | Rotaliana               | 27 | 26 | 9  | 9  | 8  | 29 | 28 |    |
|  | 9.   | Vipiteno / Sterzing     | 24 | 26 | 10 | 4  | 12 | 40 | 42 |    |
|  | 10.  | Brunico / Bruneck       | 22 | 26 | 7  | 8  | 11 | 31 | 37 |    |
|  | 11.  | Appiano / Eppan         | 21 | 26 | 7  | 7  | 12 | 27 | 46 |    |
|  | 12.  | Villabassa / Niederdorf | 16 | 26 | 5  | 6  | 15 | 35 | 52 |    |
|  | 13.  | Mezzocorona             | 16 | 26 | 4  | 8  | 14 | 24 | 51 |    |
|  | 14.  | Laces / Latsch          | 12 | 26 | 2  | 8  | 16 | 17 | 58 |    |
|  |      |                         |    |    |    |    |    |    |    |    |

- Le squadre classificate dalla 2ª alla 7ª posizione, più la perdente dello spareggio fra le prime, sono ammesse alla Promozione regionale.
- Spareggi promozione : a Riva del Garda / Benacense - Parcines 3-1 ; a Parcines / Parcines - Benacense 1-0 ; 16/06/1974 a Rovereto / Benacense - Parcines 3-0 .